# Таёжники
Таёжники, или шаровики (лат. Sphaeritidae) — немногочисленное семейство насекомых отряда жесткокрылых, включающее один род Sphaerites (Duftschmid, 1805). В России встречаются два вида.

## Описание
Тело овальное, окрас чёрный с коричнево-зелёным переливом. В длину достигают 4,5—7 мм.

## Распространение
Вид S. glabratus обитает в хвойных лесах севера Европы.

## Экология и местообитания
Распространены в умеренной зоне, но их редко можно встретить.

## Систематика
Известно 7 видов.
- Sphaerites dimidiatus Jurecek, 1934
- Sphaerites glabratus (Fabricius, 1792)
- Sphaerites involatilis Gusakov, 2004[4]
- Sphaerites nitidus Löbl, 1996[5]
- Sphaerites opacus Löbl & Háva, 2002[6]
- Sphaerites perforatus Gusakov, 2017[3][7]
- Sphaerites politus Mannerheim, 1846